# Tetraodon cutcutia
Espèce
Statut de conservation UICN

 LC  : Préoccupation mineure
Tetraodon cutcutia est un tétraodon dulçaquicole du Bengale et de l'Inde élevé en aquariophilie.
C'est une espèce agressive.
Synonyme :
- Leiodon cutcutia (Hamilton, 1822). C'est alors la seule espèce de son genre (monotypique).

## Référence
- Hamilton, 1822 : An account of the fishes found in the river Ganges and its branches. Edinburgh & London. An account of the fishes found in the river Ganges and its branches pp 1-405.